# Belgiens kungliga fotbollsförbund
Belgiens kungliga fotbollsförbund, (nederländska: Koninklijke Belgische Voetbalbond; franska: Union Royale Belge des Sociétés de Football-Association; tyska: Königliche Belgische Fußballverband), förkortas URBSFA-KBVB, ordnar med organiserad fotboll i Belgien. Förbundet bildades 1895, och inträdde 1904 i FIFA, och 1954 i Uefa. Förbundet har sin bas i Bryssel.

## Ordförande
- 1895–1924: Baron Edouard de Laveleye
- 1924–1929: Greve Joseph d'Oultremont
- 1929–1937: Rodolphe-William Seeldrayers
- 1937–1943: Oscar van Kesbeeck
- 1945–1951: Francis Dessain
- 1951–1967: Georges Hermesse
- 1967–1987: Louis Wouters
- 1987–2001: Michel D'Hooghe
- 2001–2005: Jan Peeters
- 2006–2017: François de Keersmaecker
- 2017–2019: Gérard Linard
- 2019–: Mehdi Bayat